# Takahashi Seisakusho, Ltd.
Takahashi Seisakusho, Ltd. és un fabricant japonès de telescopis i equips relacionats, com oculars i muntures.
Sovint conegut simplement com a 'Tak', la marca és especialment coneguda entre els astrònoms aficionats per la seva gamma de reflactors apocromàtics, però també produeix diversos tipus de reflectors i instruments amb òptica composta.
Takahashi va iniciar l'ús de cristall de fluorita a lloc d'un dels elements de vidre en la lent objectiva d'un telescopi astronòmic, tot i que aquest material anteriorment hi havia estat utilitzat en altres dispositius òptics. El nom de l'empresa esdevindria sinònim amb l'ús d'aquest tipus de vidre.
Tanmateix, en els últims anys, Takahashi ha produït alguns telescopis que utilitzen un vidre FPL-53 de dispersió extrabaixa ("DE") en lloc de la fluorita en la lent de l'objectiu.
El vidre d'alt rendiment que conté fluor no s'ha de confondre amb el vidre de fluorita, que no és de vidre.
Alguns altres fabricants de telescopis fan servir refractors Takahashi com a instruments de col·limació per telescopis més grans.